# Vinci (motor de coet)
El Vinci és un motor de coet criogènic de l'Agència Espacial Europea en desenvolupament. Està dissenyat per impulsar el nou tram superior de l'Ariane 6 i serà el primer motor de tram superior criogènic reencenible europeu, augmentant la capacitat del coet a GTO a 12 t. Les instal·lacions de fabricació d'aquest motor es troben a Vernon (França).